# 메탈가루몬
메탈가루루몬은 디지털 몬스터에 나오는 가공의 생명체이며 궁극체의 사이보그형 디지몬이다. 필살기는 쿄큐토스 브레스, 그레이스 크로스 프리저다.
목소리 연기: 야마구치 마유미 / 김다올(:)

## 소개
워가루루몬이 궁극진화한 모습으로, 전신이 메탈화되었다.

## 진화과정
진화：푸니몬→뿔몬→가부몬→가루루몬→워가루루몬→메탈가루루몬